# Solná Lhota
Solná Lhota je malá vesnice, část města Vimperk v okrese Prachatice v Jihočeském kraji. Nachází se asi 2,5 kilometru jižně od Vimperka. Vsí prochází silnice I/4 Praha - Pasov. Solná Lhota je také název katastrálního území o rozloze 3,42 km².

## Historie
První písemná zmínka o vesnici pochází z roku 1359.

## Obyvatelstvo
| Rok            | 1869 | 1880 | 1890 | 1900 | 1910 | 1921 | 1930 | 1950 | 1961 | 1970 | 1980 | 1991 | 2001 | 2011 | 2021 |
| -------------- | ---- | ---- | ---- | ---- | ---- | ---- | ---- | ---- | ---- | ---- | ---- | ---- | ---- | ---- | ---- |
| Počet obyvatel | 180  | 188  | 230  | 279  | 248  | 236  | 267  | 37   | 30   | 18   | 25   | 23   | 19   | 26   | 14   |
| Počet domů     | 18   | 20   | 26   | 29   | 32   | 31   | 40   | 8    | 8    | 5    | 4    | 8    | 11   | 13   | 10   |

## Obecní správa
Při sčítání lidu v letech 1850–1879 Solná Lhota byla osadou obce Korkusova Huť v okrese Prachatice. V letech 1880–1971 byla osadou obce Klášterec, se kterým patřila nejprve do okresu Prachatice, ale v roce 1950 v okrese Vimperk a od roku 1960 v okrese Prachatice. Od 26. listopadu 1971 je částí města Vimperk v okrese Prachatice, kdy se konaly městské volby.

## Další fotografie

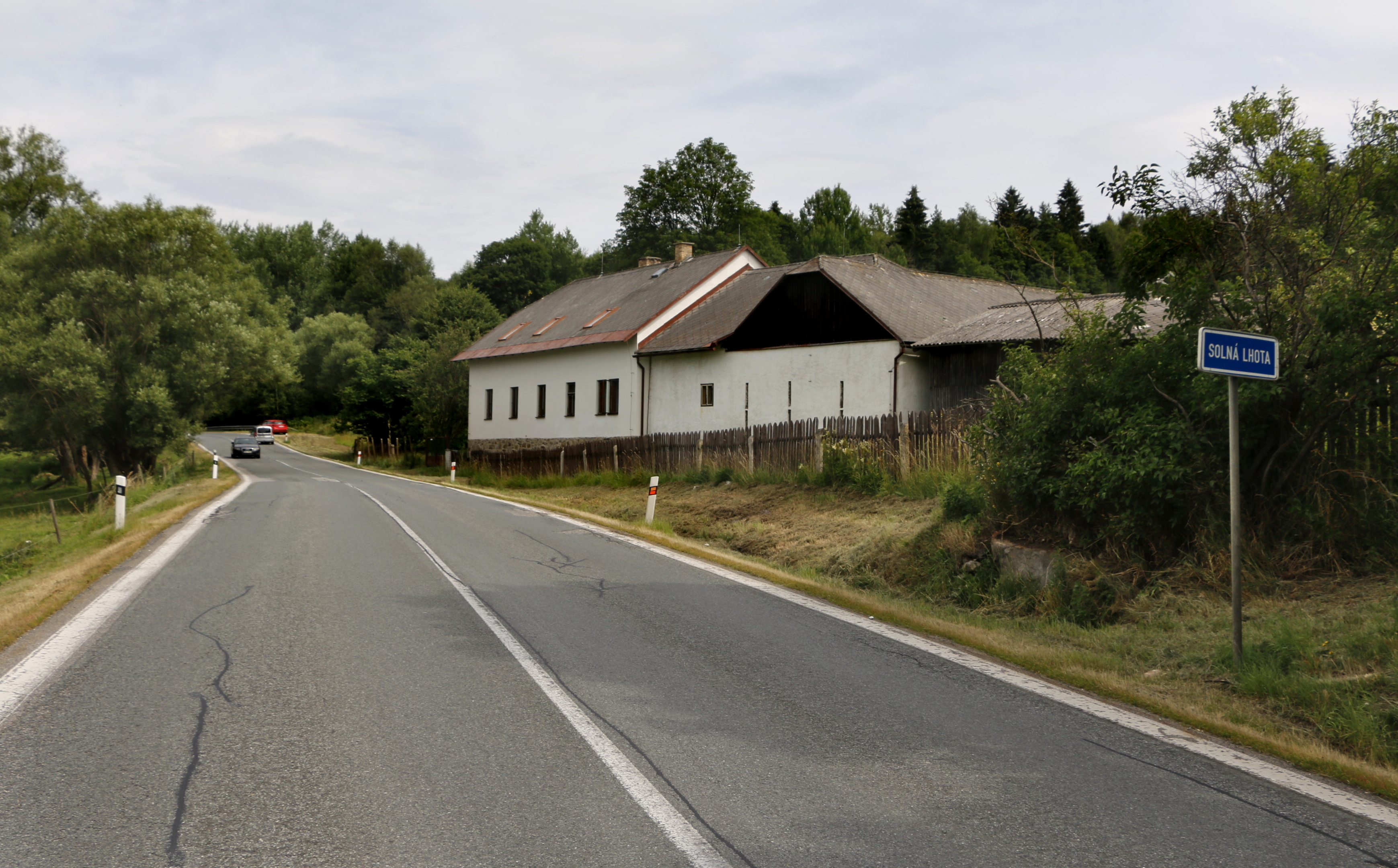
Dům čp. 1
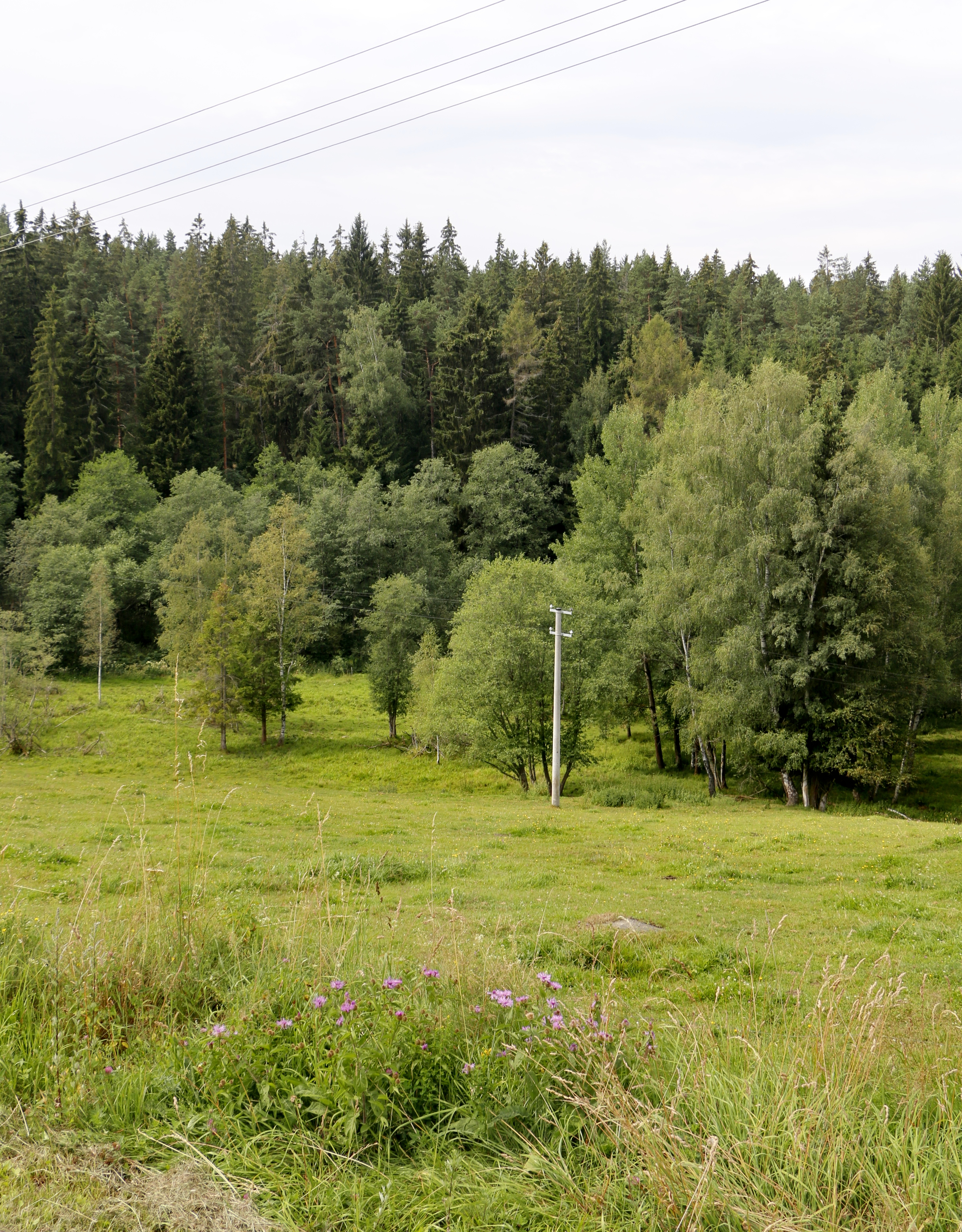
Údolí Arnoštského potoka
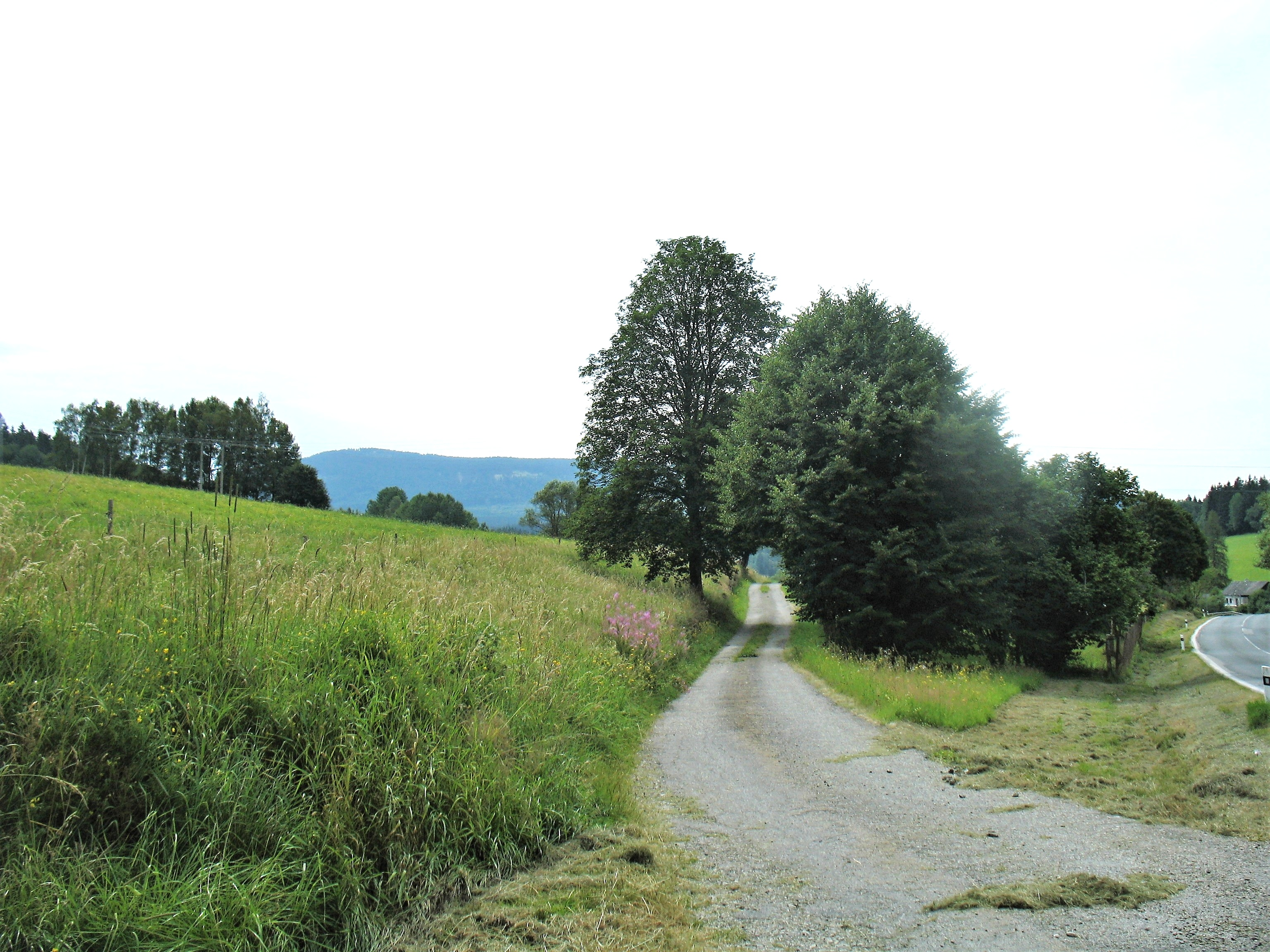
Cesta k Aleji smíření